# 呂一中
呂一中，台灣宗教研究學者，牧師。嘉義人。

## 簡介
呂一中。 自台灣大學農業工程系畢業，輔大宗教研究所碩士，東南亞神學研究院神學碩士，輔大宗教研究所博士。

## 經歷
信義神學院宗教研究中心研究員，新竹聖經學院、台灣神學院、真理大學、中原大學兼任助理教授，台南神學院雙連宣教策略研究中心研究員等。

## 研究領域
傳統中國民間信仰、基督宗教要理概述。

## 論文
- 傳統與變遷-仁澤新村(原龜山島)居民信仰行為分析 呂一中 1995 輔仁大學宗研所
- 基隆中元祭禮物交換現象之研究----敘事症狀及意識形態分析 呂一中 2013 輔仁大學宗研所